# Philippe Morat
Philippe Morat (* 19. Januar 1937 in Saigon, Französisch-Indochina) ist ein französischer Botaniker. Sein botanisches Autorenkürzel lautet „Morat“.

## Leben
Morat erwarb 1960 die Licence es Sciences an der Universität Toulouse und das Argraringenieur-Diplom an der École nationale supérieure agronomique de Toulouse. 1972 wurde er mit der Dissertation Contribution à l’étude des savanes du sud-ouest de Madagascar an der Universität Paris-Süd in Orsay zum Doktor promoviert. 
Von 1963 bis 1965 forschte er am Office de la recherche scientifique et technique outre-mer (heute Institut de recherche pour le développement) in Madagaskar. Von 1965 bis 1966 war er am Institut de Botanique der Université de Montpellier II tätig und von 1966 bis 1975 erneut in Madagaskar. Von 1976 bis 1986 arbeitete er in Neukaledonien. Von 1986 bis 2002 war er Professor und Direktor des Labors für Phanerogamie am Muséum national d’histoire naturelle. 1999 wurde er korrespondierendes Mitglied der Académie des Sciences. 2006 ging er in den Ruhestand.
Zu Morats Forschungsprojekten zählen der Nachweis des anthropogenen Ursprungs des Großteils der Savannen Madagaskars, die bioklimatische Synthese Madagaskars sowie Bestandsaufnahmen und taxonomische Studien der tropischen Pflanzenvielfalt auf den Inseln des Indischen Ozeans (Madagaskar, Maskarenen (einschließlich Réunion), Aldabra, Farquhar-Atoll) und des Südpazifiks (Neukaledonien, Vanuatu, Französisch-Polynesien, Wallis und Futuna, Neue Hebriden) und Australiens.

## Dedikationsnamen
1980 benannte Harold Emery Moore die Gattung Moratia zu Ehren von Philippe Morat.

## Schriften
- Les savanes du Sud-Ouest de Madagascar. Mémoires ORSTOM 1973, Nr. 68, 235 S.
- mit Jean-Paul Koechlin und Jean-Louis Guillaumet: Flore et Végétation de Madagascar, Flora et Vegetatio Mundi. R. Tüxen (Hrsg.), J. Cramer Vaduz, 1975, 687 S.
- mit Gérard-Guy Aymonin und Jean-Claude Jolinon: L’Herbier du Monde. Cinq siècles d’aventures et de passions botaniques au Muséum national d’histoire naturelle, Editions du Muséum / Les Arènes / L’Iconoclaste, 2004, 240 S.